# Puhja socken
Puhja socken  (estniska: Puhja kihelkond, tyska: Kirchspiel Kawelecht) var en socken i Dorpats krets i Guvernementet Livland. Socknens kyrkby var Puhja (tyska: Kawelecht).